# ناحية ليلان
ناحية ليلان (بالكردية: له‌يلان‏) ناحية تابعة لمحافظة كركوك تقع على بعد 19 كيلومتر جنوب شرق مدينة كركوك. تتكون مجتمع الليلاني من الكرد، التركمان والعرب إثر عمليات تهجير القسري وتوطين العرب في عهد البعث. يبلغ تعداد سكان ناحية ليلان أكثر من 16،000 نسمة.

## أحياء ليلان
- أشاغي محلة ( محلة سفلى )
- يوخاري محلة ( محلة عليا )
- نوروز
- حي بهار
- عصرية

القرى التابعة لناحية ليلان:
- يحياوة (يحيى آباد)
- ترجيل
- يارمجة
- بداوة
- تركشكان
- فرقان
- قايش باشا
- زندان
- خالو بازياني
- شورجة
- طوقماقلو
- بلكانة
- مامشه
- بيانلو
- ساليى
- شرنجه بولاق
- باش بولاق
- قازن بولاق
- شيخ جكري
- حصار قره حسن
- ريجيبات
- عمره كده
- سولكان
- علياوه ( فيها ضريح الشيخ كمال جد الشاعر التركماني خضر لطفي )
- مطاره
- طوبخانه
- عثمانلكه
- ميله سوره
- تيماز آواه
- خدر بيك الصغير( قرية شيخ جلال شيخ توفيق لطف الله الطالباني )

## أهم المواقع الأثرية في ناحية ليلان
- مقام الامام حسن
- مرقد كوزلو بابا
- مرقد السلطان موجود (أوجاغ)
- الامام ميتي
- قرخلار
- جيجي مزارى
- مقبرة جيجي مزارى
- جبال ليلان العليا
- جبال ليلان السفلى(جاتال داغ)
- موقع تكية الشيخ حيدر
- ياصى تبه
- بابدن تبه
- بابى تبه
- كره كول
- شراب تبه
- مارجماك تبه
- ساقية ( أوزن كول)
- نهر ليلان صو
- بغداد يولو (الطريق السلطاني)
- طاووق يولو
- زنكنه يولو
- إينجه يول

## التكايا والمساجد في ناحية ليلان
- جامع ليلان الكبير
- حسينية ليلان
- مسجد العصرية
- جامع يحياوة
- تكية خليفة محمد بيازعلي ( الكسنزانية )
- تكية السيد عبد الكريم علي ( التكية الحيدرية)
- التكية المولوية (كانت تدار من قبل اسرة حاجيلار)
- تكية الشيخ حيدر الكبير
- تكية قرخلار